# La Fée Printemps (film, 1904)
La Fée Printemps je francouzský němý film z roku 1904. Režisérem je Vincent Lorant-Heilbronn (1874–1912). Film trvá zhruba pět minuty.

## Děj
Za zasněžené noci se lesník vrací domů ke své ženě. Když si sednou k jídlu, objeví se u jejich okna stará žena. Přijmou ji dovnitř a pohostí ji jídlem. Stará žena se posléze promění v krásnou vílu, která je odmění za jejich laskavost.